# 多貝萊區
多貝萊區（Dobeles rajons）是拉脫維亞南部的一個已废置的區份。面積1,632平方公里。人口38,066人。区府多貝萊。下分2市1鎮14村。
拉脫維亞於2009年撤销了所有的区份，并改制为市镇。